# Puntal (náutica)
En náutica, el Puntal de embarcación es el elemento constructivo vertical largo de madera o metal; de sección transversal: cuadrada, circular o perfil; que soporta al bao (viga). Esencialmente, es una columna. (ing. Pillar). 
El Puntal se diferencia del Puntal para construcción en que este además de vertical puede estar Inclinado, ser temporal, para construir, dar mantenimiento o reparar (Puntal de dique, grada o reparación). Sirve para apuntalar. 

## Descripción
Los baos de las cubiertas del buque están sostenidos en su medio o centro por unos pies de apoyo o piezas de madera colocadas verticalmente: estos puntales, aunque tienen en general el mismo fin de utilidad, se distribuyen o reparten de modo que puedan servir a diferentes usos en la parte interior del buque. 
La mayor parte de los puntales de la bodega se sitúan de modo que sostengan los baos que forman las fogonaduras de los palos y los que forman las aberturas de las escotillas. Estos últimos puntales tienen la ventaja de servir de escala para bajar por cada escotilla a los diferentes tablados del fondo del buque por medio de los tojinos que se labran en sus ángulos exteriores, y se coloca uno de estos puntales en medio de cada brazola de escotilla, es decir, uno a popa y otro a proa, y estos puntales se llaman pies de carnero. Además, o independientemente de estos puntales, se establecen aun en la bodega una cierta cantidad en los intermedios de una escotilla a otra. Estos puntales tienen una utilidad particular; sirven para contener las cuerdas, que tienen unos con otros por debajo de la primera cubierta todos los baos comprendidos en la distancia de una escotilla a otra; y esta ligazón facilita el poner un menor número de puntales que los que habría que poner si los baos estuviesen más separados. Estos puntales se unen a la cuerda por medio de una curva, de la cual una pernada está fijada al puntal o pie de carnero, y la otra viene a afirmarse en la cuerda por su cara baja. 
Las cuerdas son las que consolidan eficazmente los baos de la primera cubierta, y mucho mejor que si cada bao lo sostuviese un puntal, porque por multiplicados o repetidos que se pongan los puntales, no libertan a los baos de cierto juego, que aquellas destruyen casi del todo: es además fácil el juzgar cuánto el demasiado número de puntales en la bodega incomodaría a la colocación de la estiba, y por lo tanto a su bondad. 
Se emplea aun cierto número de puntales para la formación del tambor del pañol de pólvora, en el cual está comprendido y encerrado el de la caja del palo de mesana que sirve de repostería, y para la formación del tambor de la del palo mayor o [Caja (náutica)#Caja de agua|caja de agua]], en el cual está comprendida la caja de balas; y se establecen igualmente algunos puntales sobre la carlinga del palo de trinquete para sostener los dos baos que forman su fogonadura.
Todos los puntales de la bodega están fijados bajo los diferentes baos de la primera cubierta por una pequeña mecha que entra en el grueso de la cuerda donde se ha labrado una muesca al efecto, y se retienen del mismo modo sobre la sobrequilla: en cuanto a los que están en los cantos o brazolas de las escotillas, se apoyan sobre la cara del bao, y en el grueso de este bao se forma la abertura de la escotilla. Todos los diferentes puntales de que acabamos de hablar tienen un escuadreo  proporcionado a los esfuerzos y utilidad que se espera de ellos. Los de las escotillas tienen por lo común el de los miembros a una, dos o tres pulgadas de diferencia, según sea la fuerza del buque. Los que están repartidos en la bodega tienen un escuadreo menos fuerte, y así a proporción los demás puntales que sirven de montantes a los diferentes mamparos de la bodega.
Los baos de la segunda cubierta están también sostenidos por pequeños puntales torneados que descansan sobre la primera; y los baos de alcázar y castillo lo están igualmente por otros semejantes que descansan sobre la segunda cubierta o tercera, según la clase del buque, siendo estos también torneados.
Estos puntales de los entrepuentes o cubiertas se reparten en número igual a cada lado de las escotillas y se colocan perpendicularmente sobre las cuerdas. 
La mayor parte de los puntales se fijan sobre los baos que sostienen con bisagras, de modo que zafando el pie del puntal se pueda suspender bajo de los baos, y trabajar libremente en el espacio que ocupan. Esto se practica hacia el cabrestante mayor y en las bitas y en ambos pasamanos. Hecha la faena o trabajo se restablecen los puntales en su sitio. Los de la primera cubierta tienen un escuadreo igual al grueso de los tablones de esta, como los de la segunda lo tienen igual al grueso de los tablones de la misma.